# 菱形十二面體堆砌
在幾何學中，菱形十二面體堆砌是三維歐幾里得空間的空間填充，由菱形十二面體獨立填滿三維空間構成。其為面心立方球填充的沃罗诺伊图，是普通空間中最密集的等球體堆積（參見克卜勒猜想）。

## 性質
菱形十二面體是一種空間填充多面體，也就是說，菱形十二面體能獨立填滿空間，而由菱形十二面體獨立堆砌填滿空間構成的幾何結構就稱為菱形十二面體堆砌。換句話說，菱形十二面體堆砌為由菱形十二面體獨立堆砌填滿空間構成，也就是說，其所有胞都是菱形十二面體，也因此菱形十二面體堆砌的所有面都是菱形，該菱形為對角線比是1:√2的菱形，每個菱形面都與兩個菱形十二面體胞相鄰。因此菱形十二面體堆砌同時具備了胞可遞、面可遞和邊可遞的特性，但不具備點可遞的特性，因為菱形十二面體堆砌有兩種頂點，一種頂點與菱形面的鈍角相鄰，是4個菱形十二面體胞的公共頂點；另一種頂點與菱形面的銳角相鄰，是6個菱形十二面體胞的公共頂點。
菱形十二面體可以在其六邊形截面上扭轉形成梯形菱形十二面體，其為一個類似的堆砌體，為六方密積的沃罗诺伊图。
|  | 菱形十二面體堆砌可以透過在交錯的立方體堆砌的每個正方形面疊上四角錐構成 | 菱形十二面體堆砌的骨架圖 |

### 著色
其胞可以著上4種顏色使有公共面的相鄰胞不同色（染成交替的雙色方形層）；也可以著上6種顏色而使同色的胞完全沒有接觸（染成交替的三色六邊形層）。 
| 4色                            | 6色                                                      |
| ------------------------------ | -------------------------------------------------------- |
|                                |                                                          |
| 黃藍方形層與紅綠方形層互相交替 | 紅色、綠色、藍色以及洋紅色、黃色、青色的六邊形層互相交替 |

## 外部連結
- 埃里克·韦斯坦因. . MathWorld.
- Examples of Housing Construction using this geometry （页面存档备份，存于）